# Георгі Костадинов (футболіст, 1990)
Георгі Георгієв Костадинов (болг. Георги Георгиев Костадинов, нар. 7 вересня 1990, Бургас, Болгарія) — болгарський футболіст, півзахисник кіпрського клубу АПОЕЛ.
Виступав, зокрема, за клуби «Лудогорець», «Левскі» та «Маккабі» (Хайфа), а також національну збірну Болгарії. 
Дворазовий чемпіон Болгарії. Володар Кубка і Суперкубка Болгарії. 

## Клубна кар'єра
У дорослому футболі дебютував 2008 року виступами за клуб «Нафтохімік», в якій провів один сезон. 
Своєю грою за цю команду привернув увагу представників тренерського штабу клубу «Чорноморець» (Помор'є), до складу якого приєднався 2009 року. Відіграв за команду з Поморія наступні три сезони своєї ігрової кар'єри.
Протягом 2012—2014 років захищав кольори команди клубу «Лудогорець».
2014 року уклав контракт з клубом «Левскі», у складі якого провів наступні три роки своєї кар'єри гравця. 
З 2017 року один сезон захищав кольори команди клубу «Маккабі» (Хайфа).  Більшість часу, проведеного у складі хайфського «Маккабі», був основним гравцем команди.
До складу клубу «Арсенал» (Тула) приєднався 2018 року. 

## Виступи за збірні
Протягом 2010–2012 років залучався до складу молодіжної збірної Болгарії. На молодіжному рівні зіграв у 13 офіційних матчах, забив 1 гол.
2016 року дебютував в офіційних матчах у складі національної збірної Болгарії.

## Титули і досягнення
- Чемпіон Болгарії (2):

«Лудогорець»: 2011-12, 2012-13
- Володар Кубка Болгарії (1):

«Лудогорець»: 2011-12
- Володар Суперкубка Болгарії (1):

«Лудогорець»: 2012
- Володар Суперкубка Кіпру (1):

АПОЕЛ: 2024